# Sarbhog
Sarbhog is een dorp in het district Barpeta van de Indiase staat Assam. 

## Demografie
Volgens de Indiase volkstelling van 2001 wonen er 7.553 mensen in Sarbhog, waarvan 51% mannelijk en 49% vrouwelijk is. De plaats heeft een alfabetiseringsgraad van 78%. 